# Noah Adedeji-Sternberg
Noah Adedeji-Sternberg, né le 19 juin 2005 à Anvers en Belgique, est un footballeur belge qui joue au poste d'attaquant ou de milieu de terrain au KRC Genk. Il possède également les nationalités allemande et nigériane.

## Biographie

### En club

#### Jeunesse et formation
Noah Adedeji-Sternberg naît en Belgique d'un père nigérian et d'une mère allemande. Il commence sa formation footballistique en Belgique, intégrant les rangs du Royal Antwerp, puis de l'Excelsior Mouscron. Par la suite, il rejoint le club allemand de Rot-Weiß Oberhausen. En 2019, il intègre le centre de formation du Borussia Mönchengladbach, où il poursuit son développement jusqu'en 2023. Il joue alors avec les U19 du club allemand, comptant sept buts et neuf passes décisives en 20 rencontres lors de la saison 2022-2023.

#### KRC Genk
En 2023, il retourne en Belgique et signe un contrat avec le KRC Genk jusqu'en 2026, qui sera plus tard prolongé jusqu'en 2027. Il débute avec l'équipe réserve, le Jong Genk, en Challenger Pro League, et marque son premier but professionnel lors d'une rencontre face au RFC Liège (défaite, 3-2),.
Ses performances lui permettent d'intégrer l'équipe première, avec laquelle il fait ses débuts contre le RWD Molenbeek (victoire, 3-1). Il inscrit son premier but en équipe première face au RSC Anderlecht (victoire, 2-0),.

### En sélections nationales
Éligible pour représenter l'Allemagne, le Nigeria et la Belgique, il choisit de jouer pour les équipes de jeunes belges. Il fait ses débuts avec les moins de 17 ans en 2022 face à l'Irlande (partage, 2-2), puis avec les moins de 19 ans lors d'un match contre la France en 2023 (défaite, 2-0).
Il est sélectionné par Gill Swerts en mars 2025 pour faire partie de la nouvelle levée des espoirs qui dispute les éliminatoires du Championnat d'Europe espoirs 2027 et joue sa première rencontre lors d'un match amical face à la Suède (victoire, 1-2).

## Statistiques

### En club
| Saison                | Club                  | Championnat           | Championnat | Championnat | Championnat | Coupe(s) nationale(s) | Coupe(s) nationale(s) | Coupe(s) nationale(s) | Compétition(s) continentale(s) | Compétition(s) continentale(s) | Compétition(s) continentale(s) | Compétition(s) continentale(s) | Autres compétitions | Autres compétitions | Autres compétitions | Autres compétitions | Total | Total | Total |
| Saison                | Club                  | Division              | M.          | B.          | P.d.        | M.                    | B.                    | P.d.                  | Comp.                          | M.                             | B.                             | P.d.                           | Comp.               | M.                  | B.                  | P.d.                | M.    | B.    | P.d.  |
| 2023-2024             | Jong Genk             | Division 1B           | 24          | 5           | 3           | -                     | -                     | -                     | -                              | -                              | -                              | -                              | PO                  | -                   | -                   | -                   | 24    | 5     | 3     |
| 2024-2025             | Jong Genk             | Division 1B           | 3           | 0           | 1           | -                     | -                     | -                     | -                              | -                              | -                              | -                              | -                   | -                   | -                   | -                   | 3     | 0     | 1     |
| Sous-total            | Sous-total            | Sous-total            | 27          | 5           | 4           | -                     | -                     | -                     | -                              | -                              | -                              | -                              | -                   | -                   | -                   | -                   | 27    | 5     | 4     |
| 2023-2024             | KRC Genk              | Division 1A           | 3           | 0           | 0           | -                     | -                     | -                     | C1+C3+C4                       | -                              | -                              | -                              | PO1+BE              | 2+0                 | 0+0                 | 0+0                 | 5     | 0     | 0     |
| 2024-2025             | KRC Genk              | Division 1A           | 23          | 3           | 3           | 5                     | 1                     | 0                     | -                              | -                              | -                              | -                              | PO1                 | 10                  | 1                   | 1                   | 38    | 5     | 4     |
| 2025-2026             | KRC Genk              | Division 1A           | 4           | 0           | 0           | -                     | -                     | -                     | -                              | -                              | -                              | -                              | -                   | -                   | -                   | -                   | 4     | 0     | 0     |
| Sous-total            | Sous-total            | Sous-total            | 30          | 3           | 3           | 5                     | 1                     | 0                     | -                              | -                              | -                              | -                              | -                   | 12                  | 1                   | 1                   | 47    | 5     | 4     |
| Total sur la carrière | Total sur la carrière | Total sur la carrière | 57          | 8           | 7           | 5                     | 1                     | 0                     | -                              | -                              | -                              | -                              | -                   | 12                  | 1                   | 1                   | 74    | 10    | 8     |